# Escalope

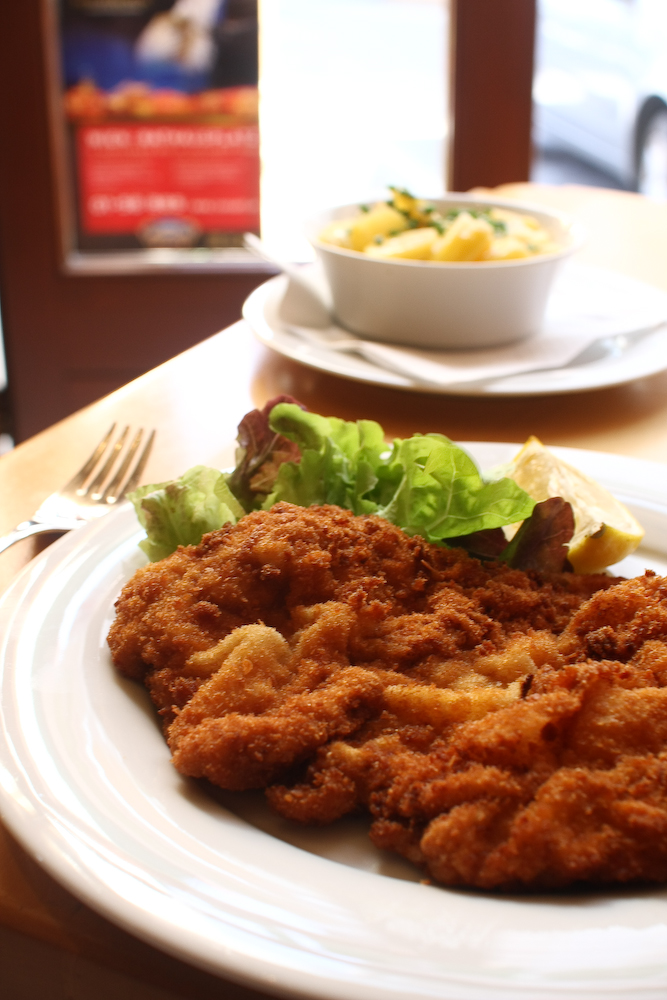
Escalope panée (Wiener Schnitzel).

Une escalope est une pièce de viande ou de poisson résultant d'une découpe en longueur donnant une tranche très fine. Généralement, elle est taillée dans une viande blanche — veau, porc ou volaille — ou le filet d'un poisson comme le saumon.

## Étymologie
Le mot « escalope » est attesté depuis le XVIIe siècle d'abord comme une façon de préparer le veau puis, en 1742, comme « mince tranche de viande ou de poisson que l'on prépare de différentes façons ». Mais son étymologie est confuse et peu sûre.

## Utilisations culinaires
Les escalopes préparées donnent lieu à différentes spécialités :
- panées, elles s'appellent escalopes à la viennoise (en allemand Wiener Schnitzel), escalopes parisiennes, escalopes à la milanaise (parfois avec du parmesan) ou encore cordons bleus ;
- roulées dans du jambon, comme le saltimbocca alla romana[4] ;
- farcies, elles servent, par exemple, à confectionner les paupiettes ou les fricandeaux.

Une escalope de veau peut être découpée dans le quasi, la noix, la sous-noix, la noix pâtissière ou l'épaule. L'escalope de volaille correspond au muscle pectoral superficiel.

## Enjeux économiques

### En France
En 2024, la Cour de justice de l'Union européenne rend un avis indiquant qu'un État membre de l’Union européenne ne peut pas interdire les dénominations animales pour les produits végétaux, après que le Conseil d'État français a suspendu un décret visant à interdire l'utilisation de noms couramment associés à la boucherie (comme escalope végétale) pour désigner les produits à base de protéines végétales.
À la suite d'une décision du Conseil d'État du 28 janvier 2025, les deux décrets pris par le gouvernement français en 2022 et 2024 qui interdisaient l’usage des termes de boucherie aux fabricants de produits à protéines végétales sont annulés. Les fabricants d'alternatives végétales peuvent donc utiliser des termes de boucherie pour désigner leurs produits.